# Вал д'Оаз
Вал д'Оаз (на френски: Val-d'Oise, „Долина на Оаз“) е департамент в регион Ил дьо Франс, северна Франция. Образуван е през 1968 година от северните части на дотогавашния департамент Сен е Оаз. Площта му е 1246 km², а населението – 1 168 892 души (2009). Административен център е град Сержи.